# Carl Olson (1875–1952)
Carl Gustaf Theodor Olson, född 7 juni 1875 i Jungs socken, Västergötland, död 1952, var en svensk-amerikansk målare och skulptör.
Han var son till hemmansägaren Olaus Magnusson och Kajsa Jonsdotter och från 1910 gift med Anna Mathilda Anderson. Olson utvandrade till Amerika 1892 och studerade där konst för Peter Roos i Cambridge, Mas 1900-1911 och kortare perioder för olika konstnärer. Åren 1905-1918 arbetade han som ornamentbildhuggare i Massachusetts samtidigt som han studerade till slöjdlärare. Efter examen 1918 arbetade han som lärare vid Belmont High School i Belmont 1918-1942 och var 1930-1942 även biträdande rektor. Bland hans offentliga arbeten märks ett porträtt av pastor Henning Jacobson för Augustana Lutheran Church i Cambridge, en  altartavla till Zion Lutheran Church i Worcester samt en polykrom altaruppsats för Augustana Lutheran Church. Han medverkade i ett stort antal amerikanska konstutställningar bland annat i den svensk-amerikanska utställningen i Chicago 1929 och han var representerad vid den svensk-amerikanska utställningen i Göteborg 1923. 